# Platanthera algeriensis
Platanthera algeriensis är en orkidéart som beskrevs av Jules Aimé Battandier och Louis Charles Trabut. Platanthera algeriensis ingår i släktet nattvioler, och familjen orkidéer. Inga underarter finns listade i Catalogue of Life.